# Thallarcha cosmodes
Thallarcha cosmodes är en fjärilsart som beskrevs av Turner 1940. Thallarcha cosmodes ingår i släktet Thallarcha och familjen björnspinnare. Inga underarter finns listade i Catalogue of Life.